# Herpestomus henrytownesi
Herpestomus henrytownesi là một loài tò vò trong họ Ichneumonidae.